# Ben Shapiro
Benjamin Aaron Shapiro (Los Ángeles, California; 15 de enero de 1984) es un comentarista político conservador, abogado, locutor radiofónico y escritor estadounidense.

## Biografía
Benjamin Aaron Shapiro nació en Los Ángeles, California, en el seno de una familia judía, de origen parcialmente ruso.
Habiendo saltado dos cursos (tercero y noveno), Shapiro pasó de la Walter Reed Middle School a Yeshiva University High School de Los Ángeles, en la cual se graduó en 2000 a los dieciséis años de edad. Se graduó con summa cum laude y Phi Beta Kappa de la Universidad de California en Los Ángeles en 2004, y a los veinte años, con un título de licenciado en Artes y en Ciencias Políticas, y luego cum laude de la Escuela de Derecho de Harvard en 2007. Más tarde practicó leyes en Goodwin Procter. Hoy en día dirige una firma de asesoría jurídica independiente, Benjamin Shapiro Legal Consulting, en Los Ángeles.

### Vida personal
En 2008 se casó con Mor Toledano, una ciudadana israelí de ascendencia marroquí sefardita. Shapiro y su esposa practican el judaísmo ortodoxo. Ambos tienen una hija, nacida en 2014, y un hijo, nacido en 2016.

## Carrera

### Carrera jurídica
Después de graduarse de la Escuela de Derecho Harvard en 2007, Shapiro ejerció profesionalmente el Derecho en la oficina de abogados Goodwin Procter LLP en Los Ángeles. Hoy en día realiza consultoría legal independiente para clientes de grandes medios.

### Carrera literaria
Ha escrito varios libros, siendo el primero Brainwashed: How Universities Indoctrinate America's Youth, en 2004, que empezó a escribir a los diecisiete años. A esa misma edad también se convirtió en el escritor sindicado más joven de su país. Escribe una columna para Creators Syndicate, y es redactor jefe de The Daily Wire. Es el cofundador y ex redactor jefe del grupo de periodismo de vigilancia TruthRevolt.
A los diecisiete años, siendo aún estudiante en la UCLA, Ben Shapiro se convirtió en el columnista sindicado nacional más joven de Estados Unidos, donde el contrato requería ser firmado por sus padres según la ley de California. A los veintiún años ya había escrito dos libros, Brainwashed: How Universities Indoctrinate America's Youth y Porn Generation: How Social Liberalism Is Corrupting Our Future.
En su libro, Brainwashed (2004):

Shapiro insiste que el alumnado universitario no es expuesto a puntos de vista variados y aquellos que no posean opiniones fuertes serán abrumados por una atmósfera dominada por profesores liberales incluso en casos donde la discusión es promovida en aulas.

Su tercer libro, Project President: Bad Hair and Botox on the Road to the White House, fue publicado por Thomas Nelson en 2008.
En 2011, HarperCollins publicó el cuarto libro de Shapiro, Primetime Propaganda: The True Hollywood Story of How the Left Took Over Your TV, donde Shapiro afirma que Hollywood posee una agenda de izquierda que activamente promueve por medio de programas de entretenimiento de horario estelar. En el libro, los productores de Happy Days y M*A*S*H admiten haber seguido una agenda pacifista y anti-Vietnam en dichas series. En el mismo año que se estrenó Primetime Propaganda, Shapiro se volvió miembro del David Horowitz Freedom Center.
En 2013, Threshold Editions publicó el quinto libro de Shapiro, Bullies: How the Left's Culture of Fear and Intimidation Silences Americans.
El 7 de octubre de 2013, Shapiro cofunda el sitio web de periodismo de vigilancia TruthRevolt en asociación con el David Horowitz Freedom Center. El sitio tenía la intención de ser una contraparte conservadora a Media Matters for America. Shapiro dimitió de redactor jefe del sitio en abril de 2015.

### Carrera periodística

#### Breitbart.com
En 2012, Shapiro se volvió editor independiente de Breitbart News, un sitio de noticias y opinión fundado por Andrew Breitbart. En marzo de 2016, Shapiro renunció de posición como editor general de Breitbart News luego de que Breitbart News, según Shapiro, había demostrado una falta de apoyo a la reportera Michelle Fields en respuesta a haber sido supuestamente asaltada por Corey Lewandowski, un exdirector de campaña de Donald Trump.

#### The Daily Wire
Shapiro fundó The Daily Wire el 21 de septiembre de 2015. Es redactor jefe y presentador de su propio podcast político en línea The Ben Shapiro Show, emitido cada día laborable. El 8 de agosto de 2017, el podcast de Shapiro fue el segundo más popular de iTunes en Estados Unidos, estando solo detrás del de Oprah Winfrey.

### Carrera como conferencista

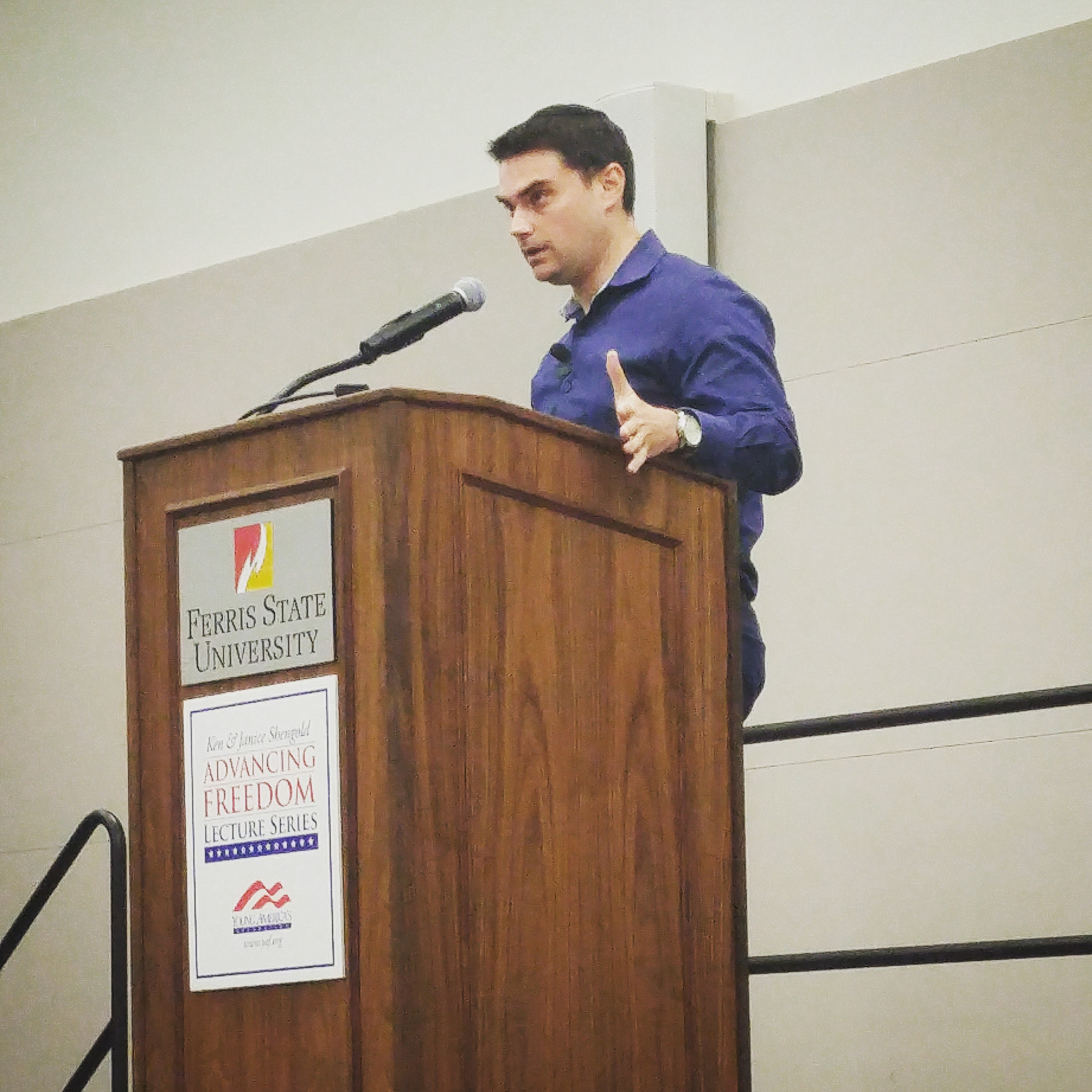
Shapiro dando un discurso en la Universidad Estatal de Ferris, Big Rapids (2017)

Shapiro asiste frecuentemente a un número de campus universitarios alrededor del país, a menudo para presentar su punto de vista conservador en una serie de temas polémicos, lo que ha desatado protestas por parte de estudiantes que rechazan los puntos de vista y opiniones del comentarista político.

#### Universidad de Misuri

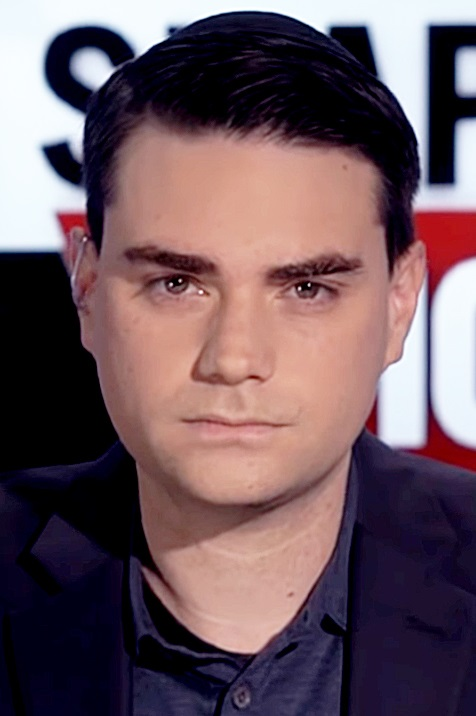
Captura de pantalla de Ben Shapiro tomada de la transmisión en vivo de Louder With Crowder (2018)

En noviembre de 2015, a raíz de las protestas en la Universidad de Misuri, Shapiro fue invitado por el capítulo del campus de los College Republicans, junto con Young America's Foundation, para hablar en la universidad. El discurso, titulado La Verdad es una microagresión, fue crítico del movimiento Black Lives Matter, espacios seguros, micro agresiones y otros aspectos de los campus universitarios estadounidenses y el comportamiento de los estudiantes universitarios modernos. El teatro en el que habló estaba lleno hasta el límite, asistieron más de cuatrocientas personas y la transmisión en vivo del evento fue vista por más de 130 000 personas.

## Puntos de vista

### Elecciones presidenciales de 2016
Shapiro apoyó a Ted Cruz en las elecciones presidenciales de 2016 y se opuso a la candidatura de Donald Trump. Llamó a Steve Bannon un «matón» que «vendió la misión [del fundador de Breitbart, Andrew Breitbart] para respaldar a otro matón, Donald Trump». Shapiro ha sugerido que la elección de Donald Trump fue más un voto contra Hillary Clinton que un voto a favor de Donald Trump.

### Aborto
Shapiro hablando en la Cumbre de Liderazgo de Mujeres Jóvenes 2018 en Dallas, Texas, manifestó que apoya la prohibición del aborto. También cree que los médicos que realizan abortos indistintamente deben ser procesados. Se ha referido a las mujeres que tienen abortos como «asesinas de bebés». En 2019, Shapiro afirmó que «la Corte Suprema que revoca a Roe v. Wade» «no va a suceder», y agregó que tenía «serias dudas» sobre «si la Corte Suprema, tal como está constituida actualmente, votaría para revocar Roe v. Wade».
En 2019, Shapiro habló en la Marcha por la Vida anual en Washington D. C., donde dijo que el aborto es un «acto violento».

### Facebook
En 2018, Shapiro argumentó que Facebook estaba apuntando a sitios conservadores después de que Facebook implementó un cambio de algoritmo, limitando su tráfico, y que no es lo suficientemente transparente.

### Tenencia de armas
Tras el tiroteo en la escuela primaria Sandy Hook de diciembre de 2012, Shapiro apareció en el programa de entrevistas de Piers Morgan de CNN el 10 de enero de 2013. Sobre el tema del control de armas, Shapiro llamó a Piers Morgan un «matón» que «tiende a demonizar a las personas que difieren políticamente de él al pararse en las tumbas de los niños de Sandy Hook, diciendo que no parecen preocuparse lo suficiente por los niños muertos». El video del encuentro rápidamente recibió millones de visitas y se volvió viral.
Escribiendo en octubre de 2017, después del tiroteo en Las Vegas, Shapiro argumentó que «prohibir todas las armas sería imprudente e inmoral», pero «debemos equilibrar la necesidad y el derecho a las armas de fuego con las preocupaciones de política pública, incluido el riesgo de que se usará una ametralladora en público». Shapiro sugirió que los formuladores de políticas «deberían buscar formas de hacer cumplir las leyes federales que prohíben la venta de armas a los enfermos mentales».

### Conflicto israelopalestino
En 2003, Shapiro publicó una columna exigiendo que Israel «transfiera a los palestinos y los árabes israelíes de Judea, Samaria, Gaza e Israel propiamente dicho». Citando la expulsión de alemanes después de la Segunda Guerra Mundial como un precedente, Shapiro insistió en que «expulsar a una población hostil es una forma comúnmente utilizada y generalmente efectiva de prevenir enredos violentos». En el mismo artículo, Shapiro dijo que «la ideología de la población palestina es indistinguible de la del liderazgo terrorista». Jeffrey Goldberg fue muy crítico con estos comentarios y los citó como un ejemplo del comportamiento «fascista» de Shapiro.
Shapiro apoyó la construcción de asentamientos de Israel en los territorios palestinos ocupados en Cisjordania. Shapiro es un oponente desde hace mucho tiempo de la solución de dos estados.

### Derechos LGBT
Shapiro se opuso al fallo de la Corte Suprema de Obergefell v. Hodges que consideraba inconstitucionales las prohibiciones de matrimonio igualitario entre personas del mismo sexo. También se opone a la participación del gobierno en el matrimonio, diciendo: «Creo que el gobierno apesta en esto», y expresando preocupación porque, debido al fallo Obergefell v. Hodges, en algún momento el gobierno puede tratar de obligar a las instituciones religiosas a realizar lo mismo, matrimonios igualitarios contra su voluntad. Según Slate, Shapiro ha descrito la actividad homosexual como un pecado.[cita requerida] Ha dicho que «un hombre y una mujer hacen un mejor trabajo al criar a un hijo que dos hombres o dos mujeres».
Él ha declarado que no siente que el matrimonio entre personas del mismo sexo deba enseñarse a los estudiantes en las escuelas, diciendo: «En California, ya aprobaron leyes que establecen que se debe enseñar el matrimonio entre personas del mismo sexo en las escuelas públicas, por ejemplo... yo fui a la escuela pública tanto en primaria como en secundaria, no sé por qué el gobierno está enseñando algo sobre esto. Esto es algo que mis padres me deben enseñar. Esto es algo de valores». También afirma: «Estoy muy en contra del matrimonio igualitario en el sentido social. Como persona religiosa, creo que la homosexualidad es un pecado, creo que muchas cosas son pecados que la gente comete, creo que deben ser libres de participar en ellos». En 2014, Heidi Beirich, del Southern Poverty Law Center, cuestionó la afirmación de Shapiro de que Estados Unidos «no es un país que discrimina a los homosexuales» y que «hay una cantidad muy pequeña de discriminación contra los homosexuales en este país».
Shapiro cree que las personas transgénero padecen enfermedades mentales. Shapiro ha comentado: «No puedes cambiar mágicamente tu género. No puedes cambiar mágicamente tu sexo», y ha comparado tales cambios con la idea de cambiarse la edad.
En julio de 2015, Shapiro y la activista por los derechos de las personas transgénero Zoey Tur acudieron al programa Dr. Drew On Call, para hablar sobre el otorgamiento del Premio de Valor Arthur Ashe otorgado a Caitlyn Jenner. Después de que Shapiro se refirió repetidamente a Tur, que es una mujer trans, con pronombres masculinos, ella lo tomó por el cuello y lo amenazó al aire, con enviarlo «a casa en una ambulancia». Shapiro respondió: «Eso parece ligeramente inapropiado para una discusión política». Más tarde presentó una denuncia policial contra Tur.
En 2019, Shapiro amenazó con recurrir a la violencia si se promulgaba una política, propuesta por el precandidato presidencial demócrata para las elecciones del 2020, Beto O'Rourke, de eliminar todas las exenciones impositivas a las organizaciones anti-LGBT. Shapiro dijo que se vería obligado a «abandonar el país» o «recoger un arma», si O'Rourke «adoctrinaba a sus hijos» en las escuelas religiosas e iglesias.

### Musulmanes

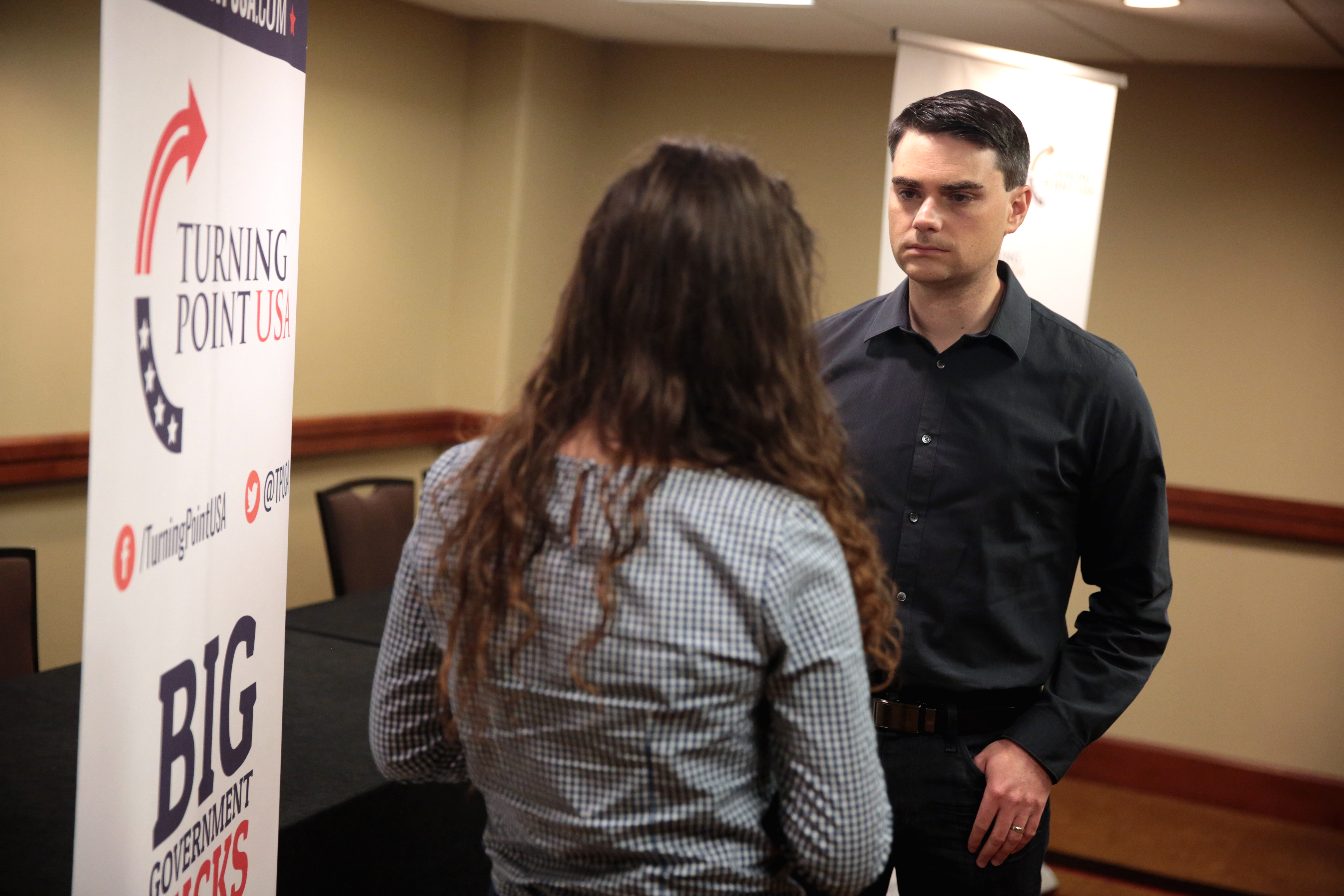
Ben Shapiro hablando con una asistente a una charla en Dallas, Texas (2018)

En un video de YouTube de 2014 titulado «El mito de la pequeña minoría musulmana radical», Shapiro dijo: «Estamos por encima de los ochocientos millones de musulmanes que están radicalizados, más de la mitad de los musulmanes en la tierra. Eso no es una minoría... el mito de la pequeña minoría musulmana radical es solo eso: es un mito». Un análisis de ese video, examinado cuidadosamente, tanto por PolitiFact como por la cadena de televisión Channel 4 News en el Reino Unido, rechazó todos sus argumentos.
En un artículo de 2002, Shapiro escribió: «Me estoy hartando de las personas que se quejan de las “víctimas civiles”... cuando veo en los periódicos que civiles afganos o en Cisjordania fueron asesinados por tropas estadounidenses o israelíes, no, realmente no me importa. Shapiro declaró que «un soldado estadounidense vale mucho más que un civil afgano», acusando a los civiles afganos de ser «musulmanes fundamentalistas» que protegen a los terroristas o reciben de ellos dinero. Shapiro luego se disculpó por estas afirmaciones. Afirmó que el artículo de 2002 era «solo una mala pieza, simple y llanamente, y algo que desearía nunca haber escrito».[cita requerida] Dijo que aunque todavía estaba parcialmente de acuerdo con el punto principal de su artículo: «que debemos calcular el riesgo para los miembros de los servicios estadounidenses cuando diseñamos las reglas de compromiso»,[cita requerida] «expresó [ese punto] de la peor manera posible y simplificando el problema más allá de los límites de la moralidad (particularmente al dudar del estado civil de algunos civiles)».[cita requerida]
Un documento de la Policía Montada del Canadá, presentado en la audiencia de sentencia del tirador de la mezquita de Quebec Alexandre Bissonnette mostró que el asesino revisó todos los tuits de Shapiro en Twitter, 93 veces, en el mes previo al tiroteo. Shapiro condenó el ataque, y llamó a Bissonnette «pieza malvada de basura humana».
En 2019, Shapiro criticó los comentarios de la congresista musulmana Ilhan Omar, sobre el apoyo estadounidense a Israel, los cuales tildó de evocar a las tropas antisemitas, y que se parecían a «muchas opiniones sobre los judíos» del tirador supremacista blanco de San Diego. La denuncia fue desvirtuada por el periodista Mehdi Hasan, quien señaló que ese tirador también tenía puntos de vista antimusulmanes.

### Ideología política

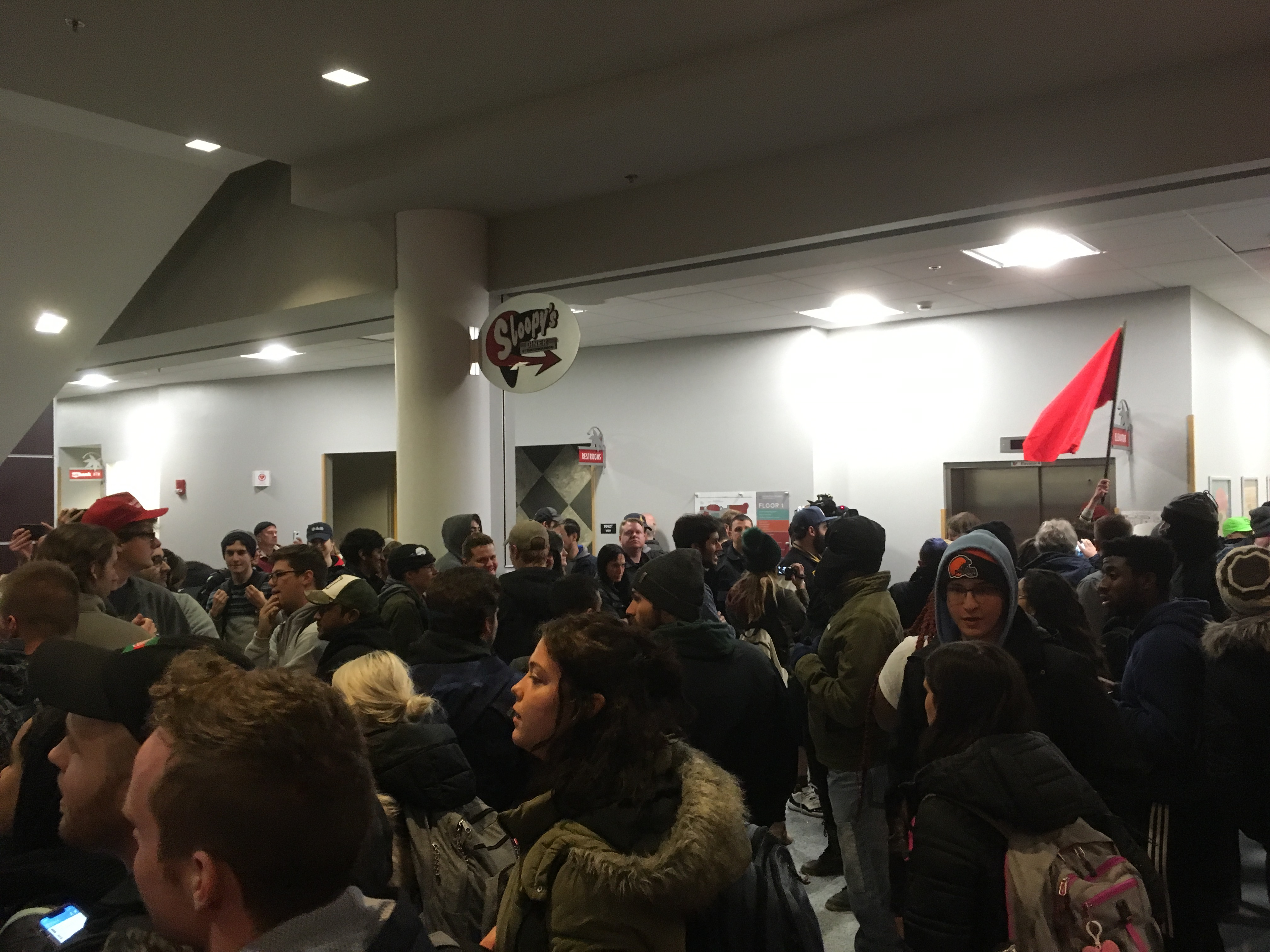
Manifestantes y contramanifestantes en un discurso de Ben Shapiro en la Universidad Estatal de Ohio el 13 de noviembre de 2018

Los medios de comunicación Haaretz y Vox han descrito a Shapiro como «derechista». Los puntos de vista de Shapiro han sido descritos por The New York Times como «extremadamente conservadores». En 2016, Shapiro se describió a sí mismo como «básicamente un libertario». Acusa a la izquierda de creer en una «jerarquía de víctimas» imaginaria, en la que las opiniones de los miembros de grupos perseguidos, como la comunidad LGBT tienen más credibilidad. Ha argumentado que la izquierda ha dominado la cultura estadounidense a través del entretenimiento popular, los medios de comunicación y la academia, de una manera que ha hecho que los conservadores se sientan privados de sus derechos, y ayudó a llevar a la elección de Donald Trump en las elecciones presidenciales de 2016.
Shapiro apoyó la invasión de Irak de 2003, argumentando que «China es una dictadura. Corea del Norte es una dictadura. Arabia Saudita, Libia, Siria, Pakistán y Egipto son dictaduras. No podemos derrocar a todos esos regímenes simplemente para liberar a sus ciudadanos. Tenemos que centrarnos en aquellos regímenes que ponen en peligro la seguridad estadounidense».
En 2006, Shapiro pidió que se restablecieran las leyes de sedición. Citó los discursos críticos de la administración George W. Bush, de los demócratas Al Gore, John Kerry y Howard Dean como «desleales» y sediciosos. Posteriormente, Shapiro se retractó de estos puntos de vista, en una columna de 2018, afirmando que su columna de 2006 «absolutamente explota. Es basura» y agregó que la idea de las leyes de sedición era «inherentemente idiota». Más tarde, Shapiro describió el discurso del Estado de la Unión de 2010 del presidente Barack Obama como «filosóficamente fascista».
Shapiro es un crítico del movimiento de extrema derecha, afirmando en 2017: «Es un movimiento de basura compuesto por ideas de basura. No tiene nada que ver con el conservadurismo constitucional».[cita requerida]
Shapiro ha pedido reducir los impuestos tanto a los muy pobres y a los ricos. También ha respaldado la bajada de los impuestos, la privatización de la seguridad social, y la derogación de la Ley de Protección al Paciente y Cuidado de Salud Asequible (Obamacare).
Shapiro ha reconocido el cambio climático, pero cuestionó «qué porcentaje del calentamiento global es atribuible a la actividad humana».[cita requerida]
En relación con el aumento del nivel del mar como resultado del cambio climático que provocará que las propiedades costeras se sumerjan, dijo Shapiro, «¿Crees que las personas no solo van a vender sus casas y mudarse?».

### Su preocupación por Israel

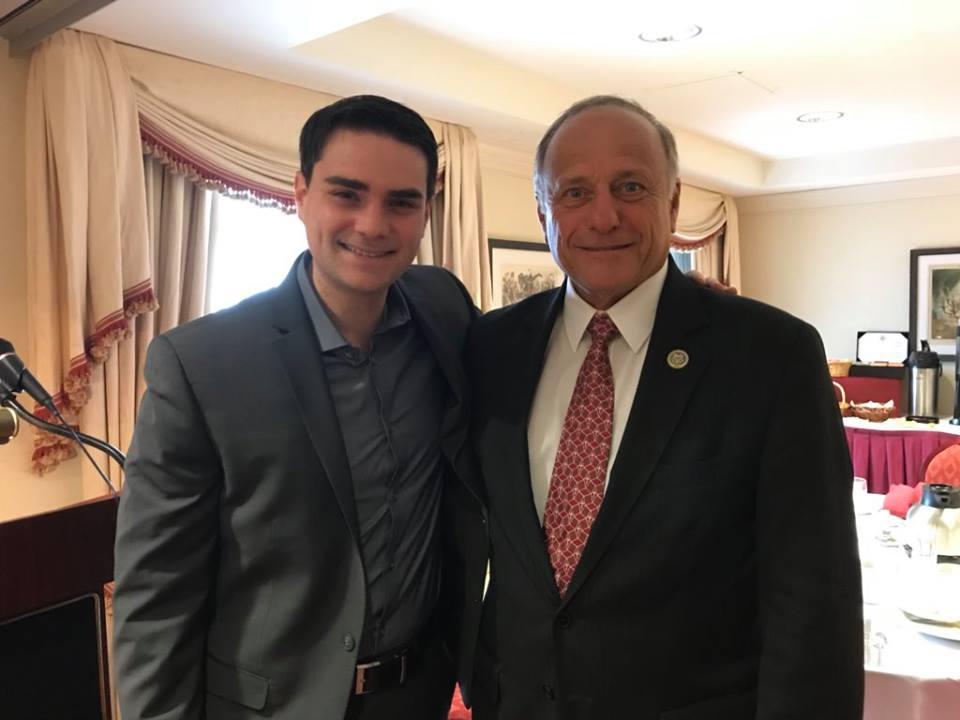
Ben Shapiro con el representante Steve King en 2018, a quien luego Shapiro calificó de supremacista blanco

Shapiro ha escrito que la administración de Obama no le dio a Israel apoyo suficiente. También criticó la aprobación del Plan de Acción Conjunto y Completo, conocido comúnmente como el tratado con Irán, pues cree que es una amenaza para la existencia del estado de Israel.

### Raza
Shapiro ha argumentado que los afroestadounidenses fueron históricamente víctimas de injusticias en los Estados Unidos, pero que hoy no son víctimas de ninguna injusticia sistémica generalizada. Shapiro ha descartado la idea de que Estados Unidos se fundó en la esclavitud, y argumenta que Estados Unidos «se fundó a pesar de la esclavitud». En 2017, Shapiro argumentó que «la idea de que las personas negras en los Estados Unidos son desproporcionadamente pobres porque Estados Unidos es racista; eso simplemente no es cierto».
Shapiro fue uno de los varios comentaristas conservadores que condenaron al representante Steve King, republicano por Iowa, después de los comentarios de King en enero de 2019 en defensa de los términos «supremacía blanca» y «nacionalismo blanco». Shapiro pidió que King fuera censurado y apoyó al retador principal de King en las elecciones del 2020, Randy Feenstra.

### Elecciones 2020
En 2018, Shapiro opinó que podría llegar a votar por Trump, pese a oponérsele antes.
Acerca de las afirmaciones de Donald Trump de declararse ganador de las elecciones antes de que terminara el recuento de votos en varios estados claves, Shapiro opinó que era «profundamente irresponsable», y que el presidente no había ganado aún las elecciones.

## Polémica en entrevista para la BBC
El 10 de mayo de 2019, Shapiro se retiró furioso de una entrevista conducida por el veterano periodista británico Andrew Neil. Shapiro se negó reiteradamente a responder a Andrew Neil sobre algunas de sus más polémicas afirmaciones, contenidas en su último libro, The Right Side of History. En la entrevista Shapiro acusó a Andrew Neil, un comunicador de más de setenta años de edad, de ser un «izquierdista», cuando en el Reino Unido Andrew Neil es ampliamente conocido como un periodista conservador. Shapiro también tachó a Andrew Neil de «mal intencionado», se quitó el micrófono y dio por terminada la entrevista. Posteriormente pidió disculpas por lo ocurrido. La prensa británica afirmó que Shapiro había sido «destruido» por el periodista de la BBC.

## Obras
- How to Debate Leftists and Destroy Them: 11 Rules for Winning the Argument (cómo debatir con los izquierdistas y destruirlos: 11 reglas para ganarles la discusión) Versión Kindle de Ben Shapiro
- Brainwashed: How Universities Indoctrinate America's Youth (ISBN 0-78526148-6). WND Books: 2004.
- Porn Generation: How Social Liberalism Is Corrupting Our Future (ISBN 0-89526016-6). Regnery: 2005.
- Project President: Bad Hair and Botox on the Road to the White House (ISBN 1-59555100-X). Thomas Nelson: 2008.
- Primetime Propaganda: The True Hollywood Story of How the Left Took Over Your TV (ISBN 0-06209210-3). Harper Collins: 2011.
- Bullies: How the Left's Culture of Fear and Intimidation Silences America (ISBN 1-47671001-5). Threshold Editions: 2013.
- The People vs. Barack Obama: The Criminal Case Against the Obama Administration (ISBN 1-47676513-8). Threshold Editions: 2014.
- A Moral Universe Torn Apart. Creator's Publishing: 2014.
- What's Fair and Other Short Stories. Revolutionary Publishing: 2015.
- True Allegiance (ISBN 1-68261077-2). Post Hill Press: 2016.
- The Right Side of History: How Reason and Moral Purpose Made the West Great (ISBN 9780062857903). Broadside Books: 2019.